# Kościół św. Tomasza Biskupa z Willanowy w Jabłoniu
Kościół świętego Tomasza Biskupa z Willanowy – rzymskokatolicki kościół parafialny należący do parafii pod tym samym wezwaniem (dekanat Wisznice diecezji siedleckiej).

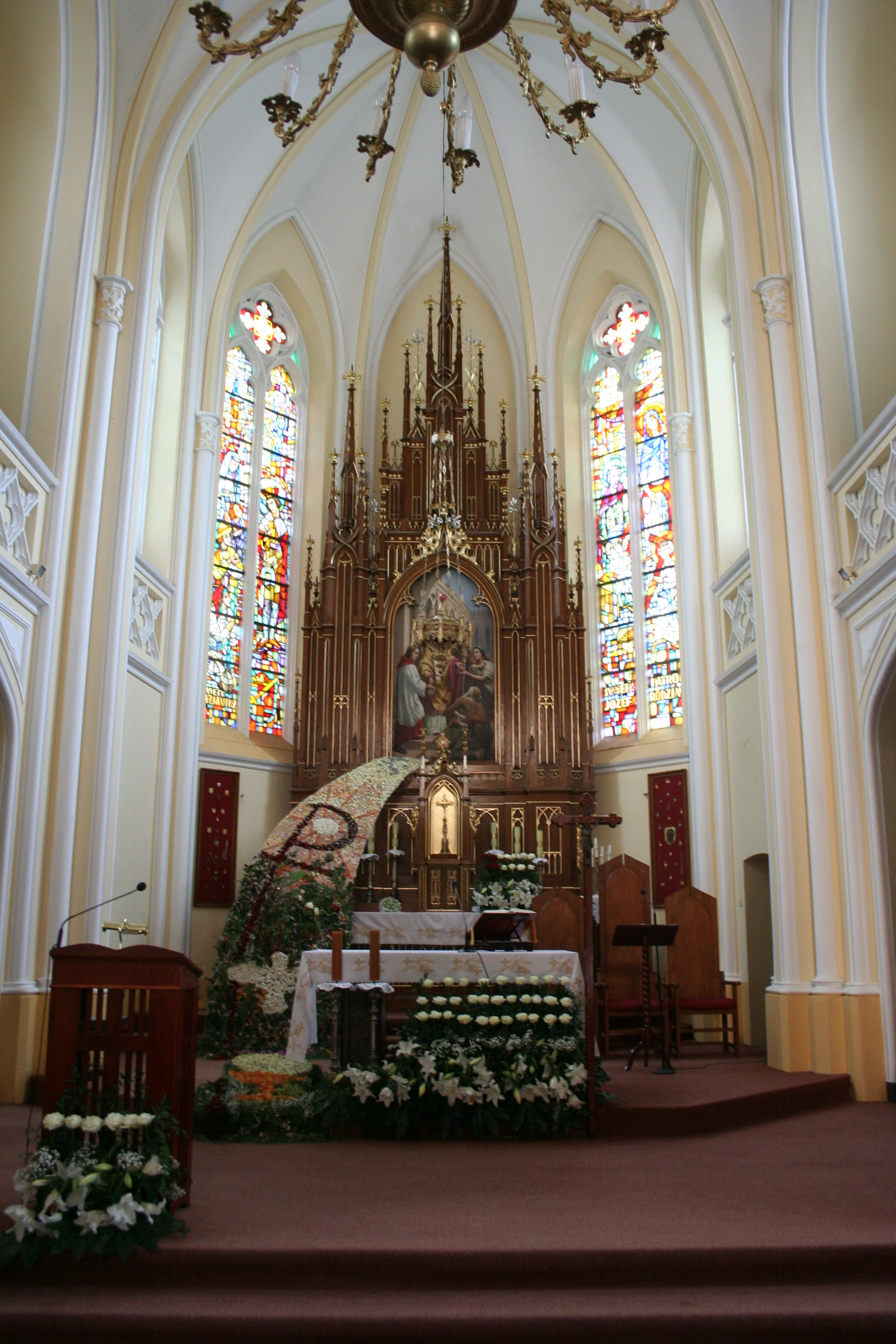
Prezbiterium

Świątynia została ufundowana przez Tomasza Zamoyskiego, dziedzica majątku Jabłoń). Budowa została zrealizowana po ukazie tolerancyjnym z 1905 roku, Zamoyski dołożył wiele starań, aby otrzymać pozwolenie na rozpoczęcie prac budowlanych. Sam oprócz 10 tysięcy rubli przekazał ziemię pod świątynię, cmentarz i plebanię. Środki finansowe przekazali również mieszkańcy Jabłonia i okolicznych wsi.
Projekt został wykonany przez architekta Jana Olearskiego z Radzynia Podlaskiego. Prace budowlane zostały rozpoczęte w 1909 roku, kościół został poświęcony w 1912 roku, ale dopiero w 1919 roku, po odzyskaniu niepodległości, w Jabłoniu została erygowana parafia.
Budowla jest jednonawowa z transeptem oraz smukłą czterokondygnacyjną wieżą frontową, stylem nawiązuje do neogotyckiego pałacu (został w niej powtórzony motyw manierystycznych szczytów). Wnętrze kościoła jest skromne, wyróżniającymi się w nim elementami są sklepienie gwiaździste, dekoracyjna balustrada chóru i witraże (zostały wykonane w Pracowni Witraży Artystycznych Białkowskich w Warszawie). Oprócz tego świątynia posiada historyzujący portret Jana Chrzciciela Zamoyskiego, biskupa przemyskiego, namalowany w 1910 roku, z umieszczoną datą 1645 oraz dwa kobierce wykonane w XVIII wieku.